# .308 Marlin Express
El .308 Marlin Express es un cartucho desarrollado en 2007 por Marlin Firearms y Hornady.  Está basado en el .307 Winchester con un objetivo para duplicar el rendimiento del .308 Winchester. El cartucho utiliza un casquillo semi anillado ligeramente más corto, similar al del .220 Swift para ser usado en rifles de palanca.  Cuando fue introducido en la línea LEVERevolution de Horanady,  se volvió el cartucho metálico comercial más rápido para rifles de palanca con sistemas de almacenaje tubular. Está recamarado en las carabinas Marlin Modelos 308MX y 308MXLR los rifles que usan el mismo mecanismo que el Marlin Modelo 336.

## Disponibilidad de munición
Cuando de 2010, Hornady y Remington queda el único dos fabricantes de munición cargada en .308 Marlin Express.
- .308 Winchester
- .307 Winchester
- .300 Savage
- .30-30 Winchester
- .338 Marlin Express